# 河南佛教学院
河南佛教学院，位于中国河南省南阳市桐柏县龙潭河风景区内，成立于2011年，占地约40亩。是河南省唯一的一所全日制四年本科的佛教高等院校，创立时据称也是世界上最大的佛教学院。是中国六大佛教高等院校之一。

## 简介
2005年，经国家宗教事务局（国宗函〔2005〕191号）、河南省人民政府宗教事务局（豫宗〔2005〕52号）批准，河南佛教学院由河南省佛教协会筹建，由中华慈善总会、河南省慈善总会定点援建，建设资金来源于中华慈善总会名誉副会长、企业家王国全个人捐赠的1.5亿元人民币。2004年由复旦大学设计院完成总体设计。2006年6月第一期工程开工，2010年10月竣工投入使用，2012年4月河南佛教学院举行落成典礼。河南佛教学院建成后，受河南省人民政府宗教事务局行政领导，王国全任该学院的法人代表、常务副院长。依照惯例，河南省佛教协会会长兼任该学院院长，首任院长为河南省佛教协会会长释永信。在这里读书，学杂费和食宿全免，每月还有补助、并设有奖学金。

## 历任院长
1. 释永信（2005年—）

- 河南佛教学院
- 河南佛教学院
- 河南佛教学院
- 河南佛教学院